# 阮福寶徵
阮福寶徵（越南语：／，1893年4月24日—1947年），阮朝官員，出自阮朝尊室第三正系嘉興王房。

## 生平
1893年4月24日，阮福寶徵出生於順化，:96是嘉興王阮福洪休之孫，嘉興郡公阮福膺䘗之子。:96
1912年，寶徵成爲公務員，在滝虬擔任祕書。:961919年10月至1922年6月，在河內高等法政學院學習。:96-97
1933年，任廣平按察使。1936年，任平定布政使。:971939年起，任廣平巡撫。:97
保大十八年（1943年）八月，任承天府尹。
保大二十年（1945年）春節，由平定總督一職調回京城，任兼攝尊人府務大臣。
1947年，寶徵被越盟殺害。

## 榮譽
- 大南龍星軍官勳位[5]:97

## 家庭
寶徵有十二個子女，長子也爲越盟所殺害：
- 阮福永壽（1915年－2009年）：次子，越南共和國外交官，曾任越南共和國駐日本國大使[8]
- 阮福永祿（1923年－2009年）：越南共和國軍中將
- 阮福永表（1929年－2001年）：越南共和國軍上校[9]